# Partido judicial de Orihuela
El partido judicial de Orihuela es uno de los trece partidos judiciales de la provincia de Alicante; en concreto se trata del partido judicial n.º 4 de la provincia de Alicante.
El ámbito territorial, que viene regulado por el Real Decreto 529/1983, de 9 de marzo, comprende los municipios de:
- Albatera
- Algorfa
- Almoradí
- Benejúzar
- Benferri
- Bigastro
- Callosa de Segura
- Catral
- Cox
- Daya Nueva
- Daya Vieja
- Dolores
- Formentera del Segura
- Granja de Rocamora
- Jacarilla
- Orihuela
- Pilar de la Horadada
- Rafal
- Redován
- San Fulgencio
- San Isidro